# Neuvecelle
Neuvecelle is een gemeente in het Franse departement Haute-Savoie (regio Auvergne-Rhône-Alpes) en telt 2211 inwoners (1999). De plaats maakt deel uit van het arrondissement Thonon-les-Bains.

## Geografie
De oppervlakte van Neuvecelle bedraagt 4,0 km², de bevolkingsdichtheid is 552,8 inwoners per km².
De onderstaande kaart toont de ligging van Neuvecelle met de belangrijkste infrastructuur en aangrenzende gemeenten.

## Demografie
Onderstaande figuur toont het verloop van het inwonertal (bron: INSEE-tellingen).